# NGC 7316
NGC 7316 (również PGC 69259 lub UGC 12098) – galaktyka spiralna (Sc), znajdująca się w gwiazdozbiorze Pegaza. Odkrył ją William Herschel 18 września 1784 roku.
W galaktyce tej zaobserwowano supernową SN 2006cx.